# Oratorio de Noël
El Oratorio de Noël, Opus 12, de Camille Saint-Saëns (en español, Oratorio de Navidad), es una obra semejante a una cantata, orquestada para solistas, coro, cuerdas y arpa. Mientras era organista en la Iglesia de la Madeleine, el autor lo escribió en menos de quince días, y lo terminó antes de su estreno, que tuvo lugar en la Navidad de 1858. La partitura vocal de este oratorio la elaboró más adelante el compositor y organista Eugène Gigout, un colega suyo.

## Estructura
La obra está orquestada para cinco solistas (soprano, mezzosoprano, alto, tenor y barítono), coro mixto SATB, órgano, arpa y cuerdas en las cinco secciones habituales. Las mujeres del coro se dividen en cuatro voces, en un movimiento. El órgano desempeña un papel significativo en la obra, a menudo suena sin acompañamiento alguno, mientras el arpa se limita a tres movimientos.

## Texto
Saint-Saëns escogió varios versos de la Vulgata latina para el texto de la obra. "Aunque estos textos no son de una sola fuente, es evidente que las liturgias eclesiásticas tradicionales que rodean la Navidad influyeron en Saint-Saëns. Alrededor de la mitad de los textos que  eligió emparejan diferentes partes de dos oficios de Navidad: la Primera Misa de Medianoche (la misa del gallo) y la Segunda Misa (Misa de la Aurora)." Un autor llama el trabajo "un trucaje musical de las palabras de los Oficios de Navidad, sin interés en el drama humano."
La parte narrativa del texto, tomada del segundo capítulo de San Lucas, aparece en el segundo movimiento y narra la  tradicional historia de Navidad referente a los Pastores. El resto de los textos, tomados de Juan, Isaias, Lamentaciones, y los Salmos, reflejan el significado e importancia del acontecimiento.

## Estructura y estilo
El Oratorio de Noël está estructurado en una manera que "difícilmente supera los límites de una cantata, pero musicalmente está construido en el estilo de un oratorio." Aun así, "su longitud más corta y el hecho de que estaba pensado representarse durante un oficio de culto lo coloca más cercano en carácter y propósito a una cantata sacra tradicional." Su estructura tiene un gran parecido con los primeros oratorios del Barroco que con trabajos más tardíos de aquel género.
Saint-Saëns dividió el trabajo en 10 movimientos, un preludio seguido por nueve números vocales. Después del preludio, que abre recitativos y coro, el trabajo gradualmente construye desde un solista acompañado por un pequeño conjunto para involucrar todas las voces e instrumentos. Todo el coro canta en el segundo movimiento, en el sexto y en los movimientos finales, y las mujeres del coro acompañan al tenor solista en el cuarto.
Aunque hay episodios breves de grandeza en las partes solistas y una frenética sección para el coro, la mayoría del trabajo es de carácter suave y lírico. Saint-Saëns estudió la música coral de Bach, Handel, Mozart, Berlioz, y de otros que tuvieron una gran influencia en el trabajo. Las influencias más significativas fueron la Parte II del Oratorio de Navidad, de J. S. Bach y la Misa de Santa Cecilia, de Charles François Gounod.

## Movimientos
1. Preludio (al estilo de Johann Sebastian Bach) para órgano y cuerdas.
2. Recitativo Et pastores erant para solistas soprano, alto, tenor y barítono, órgano y cuerdas.
3. Coro Gloria en altissimis para coro mixto, órgano y cuerdas.
4. Aire Exspectans expectavi para mezzosoprano solista, órgano y cuerdas.
5. Aire y coro Domine, ego credidi para solo de tenor, coro femenino, órgano y cuerdas.
6. Dúo Benedictus para soprano y solistas (barítono, órgano y arpa).
7. Coro Quare fremuerunt gentes para coro mixto, órgano y cuerdas (véase Gloria Patri).
8. Trío Tecum principium para soprano, tenor y solistas de barítono, órgano y arpa.
9. Cuarteto Laudate coeli para soprano, mezzosoprano, alto y solistas (barítono, órgano y cuerdas).
10. Quinteto y coro Consurge, filia Sion para cinco solistas, coro, órgano, cuerdas, y arpa.
11. Coro Tollite hostias para coro mixto, órgano y cuerdas.